# 瓦蒂姆·兹维亚金采夫
瓦蒂姆·兹维亚金采夫（Vadim Zvjaginsev，1976年8月18日—），俄罗斯国际象棋棋手、特级大师。
兹维亚金采夫于1994年获得国际象棋特级大师称号。他曾于2000年、2002年两度夺得埃森特级大师赛冠军。此外，兹维亚金采夫参加过数次国际象棋奥林匹克，1994年作为俄罗斯B队的成员获团体铜牌，1998年、2004年又作为俄罗斯队的成员先后夺得团体金牌、银牌。